# Hanna Wallin

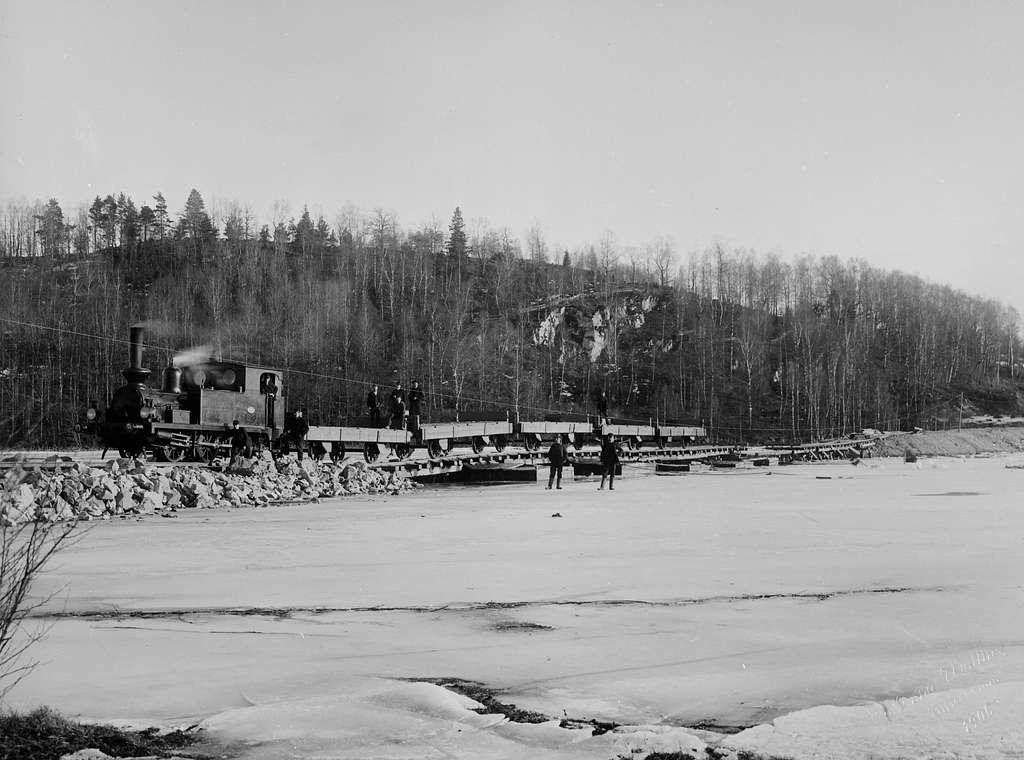
Bygge av Västra Centralbanan söder om Ulricehamn, 1905.

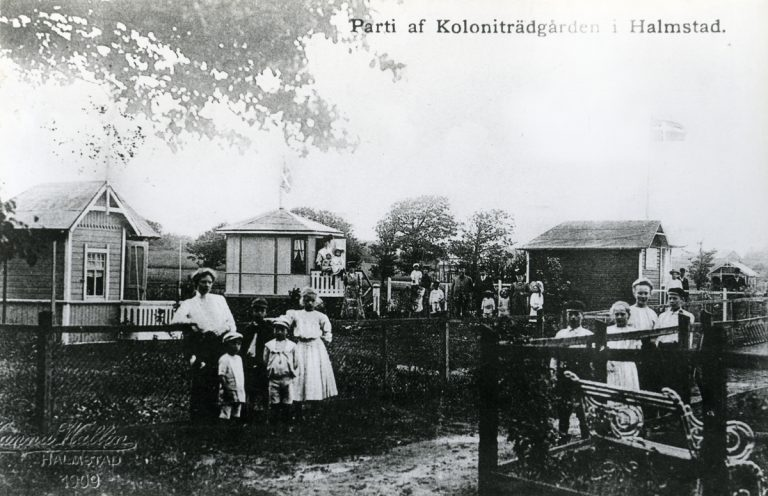
Koloniträdgård i nuvarande Gunillaparken i Halmstad, 1909

Hanna Wallin, född 21 juli 1870 i Halmstad, död 16 april 1922 i Degeberga, var en svensk fotograf, som var verksam bland annat i Halmstad och Malmö.
Hanna Wallin har haft ateljé i Malmö 1898-1899, Kågeröd 1899-1901, Ulricehamn 1901-1906, Halmstad från 1906 och Degeberga till 1922.